# Wilhelmina Hay Abbott
Ne doit pas être confondue avec Elizabeth Abbott (en), écrivaine canadienne née en 1946.
Wilhelmina Hay Abbott, connue sous le nom d'Elizabeth Abbott, née le 22 mai 1884 et morte le 17 octobre 1957, est une suffragette écossaise, éditrice et conférencière féministe. 

## Biographie
Wilhelmina Hay Lamond naît en 1883 à Dundee, en Écosse. Son père, Andrew Lamond, est un fabricant de jute. Elle fait ses études secondaires à la City of London School for Girls et à Bruxelles, puis elle suit une formation en secrétariat et en comptabilité à Londres. Elle fréquente ensuite l'University College de Londres à l'été 1907, où elle suit des cours d'éthique, philosophie moderne et économie. Jeune femme, elle commence à utiliser le prénom "Elizabeth". Elle épouse en 1911 l'auteur George Frederick Abbott (en) et le couple a un fils, Jasper A.R. Abbott (1911-1960), OBE, officier de la Royal Navy.
Elle devient organisatrice de la Edinburgh National Society for Women's Suffrage en 1909, puis est membre du comité directeur de la Scottish Federation of Women's Suffrage en 1910. Elle donne des conférences en Australie, en Inde et en Nouvelle-Zélande dans le cadre d'une campagne de fonds pour les hôpitaux pour femmes en Écosse. Elle est déléguée de la National Union of Societies for Equal Citizenship auprès de l'Alliance internationale des femmes, en 1923. Elle fonde avec Chrystal MacMillan, en 1926, l'Open Door Council (en), puis l'Open Door International. Elle travaille aussi durant quarante ans avec l'association pour l'hygiène morale et sociale, dont elle est présidente durant dix ans. Elle entretient une correspondance avec Josephine Butler.